# Połączenie skurczowe
Połączenia skurczowe to rodzaj połączenia nierozłącznego wciskowego. Uzyskuje się je, wykorzystując zjawisko rozszerzalności cieplnej materiałów. Rozgrzaną część zewnętrzną nakłada się na część wewnętrzną; po schłodzeniu, skurcz części zewnętrznej zaciska ją na części wewnętrznej.
Przykład zastosowania:
- zakładanie obręczy na koło bose zestawu kołowego pojazdu szynowego